# Zāy
Zāy (en arabe زَاي, zāy ou zāī, ou simplement ز) est la 11e lettre de l'alphabet arabe.
Sa valeur numérique dans la numération Abjad est 7.
Son caractère Unicode est 0632.